# Gottfried IV. (Joinville)
Gottfried IV. von Joinville (franz.: Geoffroy de Joinville; † August 1190 vor Akkon), genannt der Jüngere oder der Knecht („Vaslet“),  war Herr von Joinville und vermutlich auch Seneschall von Champagne.
Gottfried war der Sohn des Herren Gottfried III. von Joinville († 1188) und dessen Ehefrau Felicite von Brienne. Von seinem Vater erbte er die Herrschaft über Joinville und übernahm vermutlich auch das Amt eines Seneschalls der Grafen von Champagne, wenngleich keine Dokumente über mögliche Amtshandlungen von ihm in diesem Amt überliefert sind.
Gottfried beschenkte mehrere religiöse Einrichtungen der Champagne, teils als Wiedergutmachung erlittener Überfälle seitens Gottfrieds Vorfahren. Er nahm 1189 gemeinsam mit seinem ältesten Sohn das Kreuz, um im Gefolge seines Lehnsherren Graf Heinrich II. am dritten Kreuzzug teilzunehmen. Zu diesem Anlass ist auch erstmals ein Wappen für denn Herren von Joinville überliefert. Gottfried trug das Wappen der Familie Broyes, da er davon ausging, dass die Familien Joinville und Broyes gemeinsame Vorfahren hatten. Gottfried starb während der Belagerung von Akkon noch bevor die Stadt fiel, sein Leichnam wurde von seinem Sohn in die Heimat überführt.

Wappen von Broyes

Gottfried war verheiratet mit Hélius (Helvide) aus dem Haus Dampierre. Ihre Kinder waren:
- Gottfried V. (* vor 1173; † 1203/1204 am Krak des Chevaliers), Herr von Joinville, Seneschall von Champagne
- Robert († vermutlich 1205 in Apulien)
- Wilhelm († 6. November 1226), 1208 Bischof von Langres, 1219 Erzbischof von Reims
- Simon († Mai 1233), Herr von Joinville, Seneschall von Champagne
- Felicite († 1240 oder später) ⚭ Peter von Bourlémont
- Guido († 1248 oder später), Herr von Sailly, Donjeux, Echenai und Augéville
- Andreas, Tempelritter
- Yolande († 1223) ⚭ Raoul III. von Nesle-Soissons († 1234)